# Uloborus campestratus
Uloborus campestratus là một loài nhện trong họ Uloboridae.
Loài này thuộc chi Uloborus. Uloborus campestratus được Eugène Simon miêu tả năm 1893.